# خريطة طوبولوجية

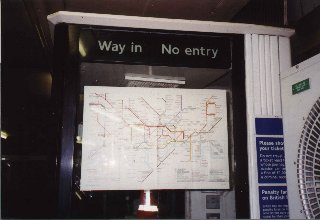
خريطة نقل تخطيطية وطوبولوجية لمترو أنفاق لندن

في علم الخرائط والجيولوجيا، تكون الخريطة الطوبولوجية، (بالإنجليزية: Topological map)‏، عبارة عن خريطة تم تبسيطها، حيث يتم الإبقاء على المعلومات الحيوية فقط، وإزالة التفاصيل غير الضرورية.
وتفتقر هذه الخريطة إلى القياس، بينما يخضع كل من المسافة، والاتجاه، إلى التغيير والاختلاف، ولكن تظل هناك محافظة على العلاقة بين النقاط. تُعد «خريطة النقل التخطيطية» لـمترو أنفاق لندن خير مثال على ذلك.
اسم الخريطة الطوبولوجية، مشتق من الطوبولوجيا، فرع الرياضيات الذي يدرس خصائص الكائنات، التي لا تتغير عندما يتشوه الكائن، مثلما تحتفظ خريطة النقل، بمعلومات مفيدة على الرغم من وجود تشابه بسيط مع التخطيط الفعلي لنظام مترو الأنفاق تحت الأرض.
وينبغي عدم الخلط بينها، وبين «الخريطة الطبوغرافية».